# فرناندو پدروزا (ریو گراند دو نورته)
فرناندو پدروزا (به پرتغالی: Fernando Pedroza) یک منطقهٔ مسکونی در برزیل است که در ریو گرانده شمالی واقع شده‌است. فرناندو پدروزا ۳٬۰۶۷ نفر جمعیت دارد.